# Olivier Bonnaire

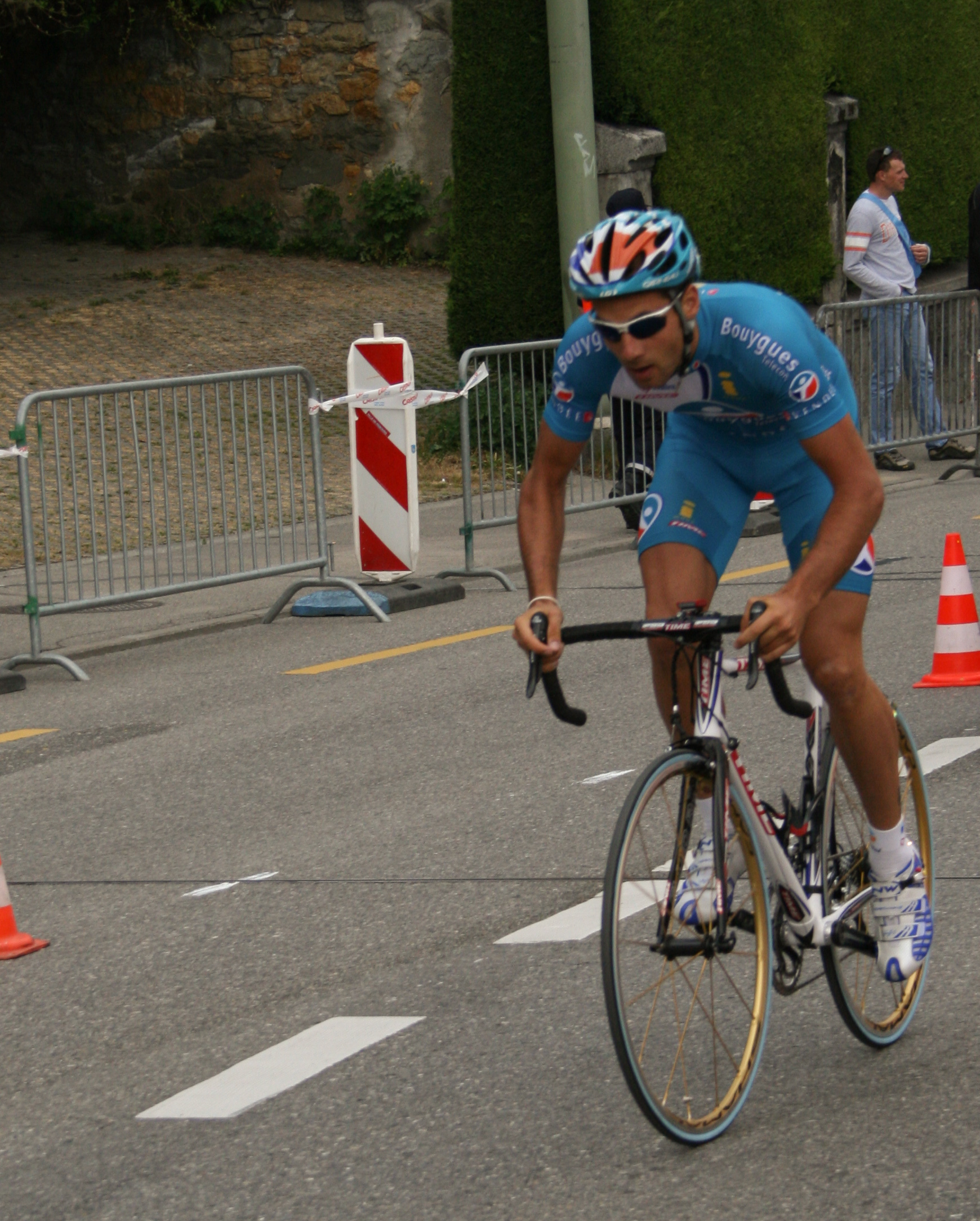
Olivier Bonnaire

Olivier Bonnaire (Le Quesnoy, 2 maart 1983) is een Frans voormalig wielrenner.

## Carrière
Olivier Bonnaire was beroepsrenner tussen 2005 en 2011. De eerste jaren van zijn carrière reed hij voor Bouygues Télécom. Voor die ploeg reed hij driemaal de Ronde van Italië. Zijn beste prestatie in de Giro behaalde hij in 2007, toen hij 45e werd in het eindklassement. Vanaf het seizoen 2010 reed hij voor La Française des Jeux. 

## Belangrijkste overwinningen
geen

## Resultaten in voornaamste wedstrijden
| Jaar | Ronde van Italië | Ronde van Frankrijk | Ronde van Spanje |
| ---- | ---------------- | ------------------- | ---------------- |
| 2005 | 82e              |                     |                  |
| 2006 | 115e             |                     |                  |
| 2007 | 45e              |                     |                  |
| 2008 |                  |                     | 61e              |
| 2009 |                  |                     | 48e              |
| 2010 |                  |                     |                  |

| Jaar | Milaan-San Remo | Gent-Wevelgem | Amstel Gold Race | Ronde van Lombardije |
| ---- | --------------- | ------------- | ---------------- | -------------------- |
| 2005 |                 |               |                  |                      |
| 2006 | 156e            |               |                  |                      |
| 2007 |                 |               |                  |                      |
| 2008 |                 |               |                  | 85e                  |
| 2009 |                 |               | 111e             |                      |
| 2010 | 143e            | 77e           |                  |                      |